# Glaciar de Kangshung
Glaciar de Kangshung es uno de los tres principales glaciares del Monte Everest, siendo los otros el glaciar del Khumbu y el glaciar de Rongbuk. Las áreas de acumulación de glaciares de Kangshung se encuentran en las tres caras principales del Everest. El glaciar Kangshung se encuentra en la parte oriental de la montaña más alta del mundo, en el distrito gubernamental de Shigatse en la Región Autónoma del Tíbet de la República Popular de China.
La cara común oriental del Everest y el Lhotse se llama cara del Kangshung.